# Edificio Yatahi
El edificio Yatahi es actualmente la sede de la Sindicatura General de la Nación (SiGeN) y se encuentra en el cruce de la calle Reconquista y la avenida Corrientes, en el barrio de San Nicolás, Buenos Aires, Argentina.

## Historia
El edificio fue encargado por Nicolás Dodero para alojar a su naviera comercial (la Compañía Argentina de Navegación Dodero S.A.), proyectado por los arquitectos Santiago Sánchez Elía, Federico Peralta Ramos y Alfredo Agostini (estudio SEPRA) y construido por la Compañía de Constructores Civiles S.A. con materiales nacionales debido a la escasez de importaciones por la Segunda Guerra Mundial. Llevó el nombre de la Sociedad Anónima Industrial, Financiera e Inmobiliaria Yatahi que también era de Dodero. En 1947 recibió el Premio Municipal a la Mejor Fachada, como lo atestigua una placa colocada en 2007 en la torre del reloj.
Dodero, un capitán llegado de Génova, Italia, se había desempeñado desde su llegada a la Argentina en el campo de las navieras, pero fue en 1942 cuando terminó de absorber a la Argentine Navigation Co. Ltd. (que había pertenecido a Nicolás Mihanovich) y pasó a tener «la flota privada de barcos mercantes más grande de América del Sur». En 1949, durante la presidencia de Juan Domingo Perón, los servicios que prestaba la empresa fueron declarados «esenciales a la independencia económica nacional», y por lo tanto estatizados en la Flota Argentina de Navegación de Ultramar (FANU) y la Flota Argentina de Navegación Fluvial. 
En 1960 ambas flotas fueron fusionadas y surgió la Empresa Líneas Marítimas Argentinas, que prestó funciones hasta la sanción de la Ley de Reforma del Estado (1989), proyecto del presidente Carlos Menem, mediante la cual se decidió la venta de todas las embarcaciones de la empresa estatal, que terminó de desaparecer en 1997.
Desde ese momento, el edificio de la antigua Dodero S.A. pasó a alojar la SiGeN.

## Descripción

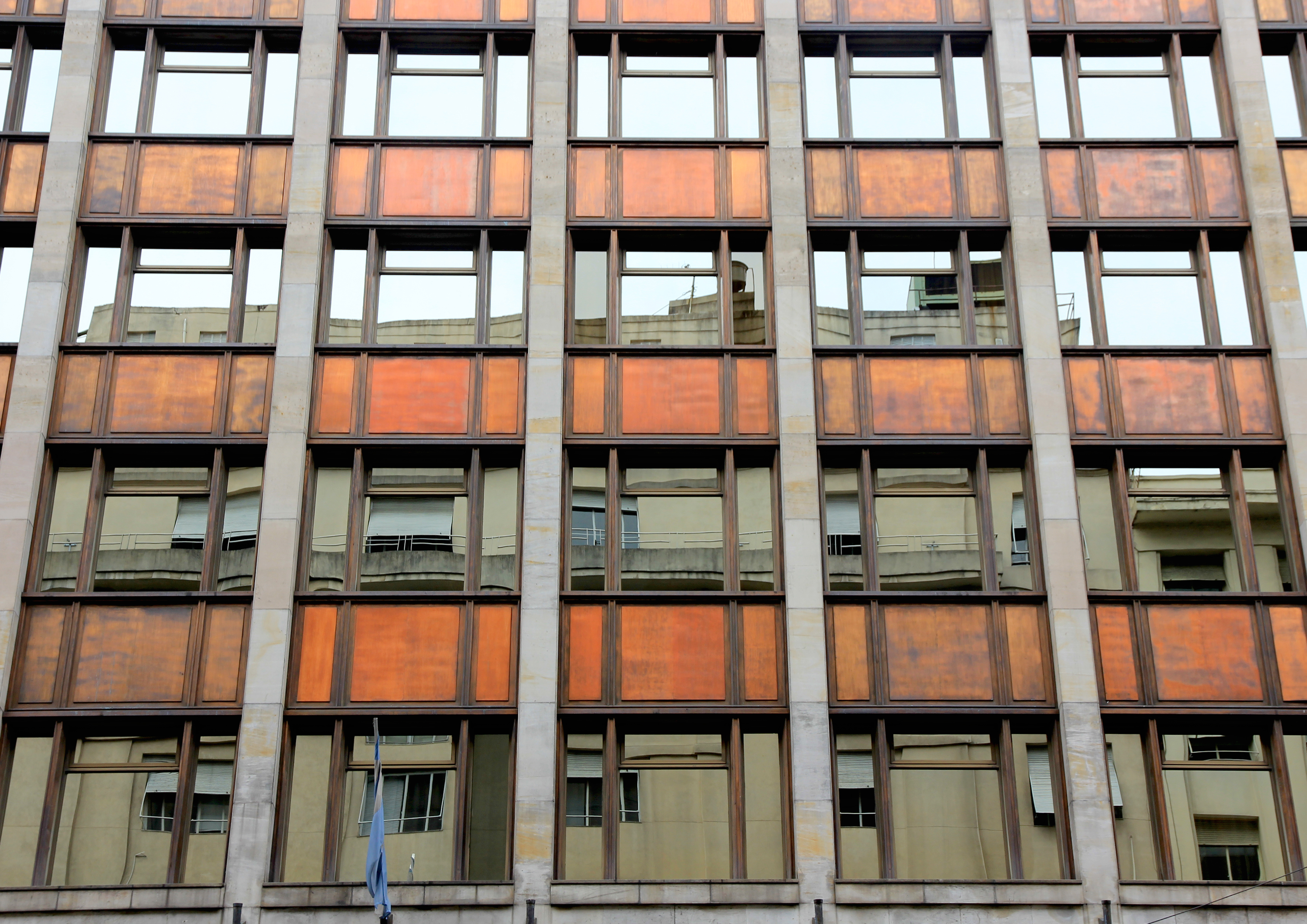
Ventanas del edificio

El edificio se destaca a simple vista por la torre que se alza, retirada de la línea de fachada, en la ochava y que posee un reloj de estructura metálica. Su exterior está revestido en piedra blanca de Lobería cortada a contraveta, y bajo las ventanas se colocaron planchas de cobre.
El edificio posee un gran pórtico de entrada sobre la avenida Corrientes con tres puertas giratorias, que daba acceso al hall principal de doble altura. Por otra parte, desde la torre del reloj se accedía a la escalera y tres ascensores que llevaban a los pisos superiores de oficinas. En un principio, los 4 primeros pisos fueron reservados para la naviera Dodero, y los otros 4 se dejaron para alquilar, con la posibilidad de ser sumados para Dodero en futuras ampliaciones.
En el gran hall se hacían las compras de pasajes en mostradores con paredes de mármol y piso de granito, y del mismo partían al primer subsuelo dos escaleras de mármol gris de Uruguay, donde estaban las oficinas de venta de pasajes extra para la temporada alta. Tuvieron dos relieves realizados por Fioravanti y Carlos de la Cárcova, con alegorías a la Navegación y la Aviación. En el tercer subsuelo está el estacionamiento, con salida por Reconquista.